# Henrik Mohn
Henrik Mohn (Bergen 15 de maio de 1835 - Kristiania 12 de setembro de 1916) foi um astrônomo e meteorologista norueguês.
A sua formação acadêmica foi iniciada com estudos na área de teologia, passando para a física depois de assistir palestras sobre o assunto. Cursou na Universidade de Oslo aonde mais tarde foi professor astronomia e mineralogia. Foi o responsável pelo Instituto Meteorológico norueguês no período de 1866 a 1913.
Mohn foi admitido na Academia Norueguesa de Ciências e Letras em 1861, e na Real Sociedade Norueguesa de Ciências e Letras em 1870.
O pesquisador deu orientação meteorológicas e forneceu equipamentos utilizados em meteorologia para várias expedições polares. Desenvolveu uma teoria de deriva polar utilizada pelo explorador Fridtjof Nansen em sua tentativa de atingir o Polo Norte com a Expedição Fram (1893–1896). Publicou estudo em 1915, sobre as observações meteorológicas obtidas na Expedição de Amundsen ao Polo Sul.
Nansen designou as ilhas de Mohn, no mar de Kara, em sua homenagem.